# Tonglen
Tonglen (en tibetano: གཏོང་ལེན་, wylie: gtong len, o tonglen) es el término tibetano para 'dar y tomar' (envío y recibo), y refiere a una práctica de meditación encontrada en budismo tibetano. Este es un método para conectarse con el sufrimiento propio y con el de todos los que le rodean, ayuda a superar el miedo al sufrimiento.
Primero que todo, se trata de un método para despertar la compasión que es inherente a todos nosotros, sin importar si hemos sido muy crueles o fríos con los demás.

## Definición
La idea principal es que, con un sentimiento de compasión, deseamos que los demás estén libres del sufrimiento y sus causas. Nos imaginamos quitándoselo y entregándolo a nosotros mismos, y con amor, sentimos el deseo de que los demás sean felices y tengan las causas de la felicidad, además nos imaginamos dándoles la felicidad.
Reconociendo de esta forma la compasión, además de ofrecer socorro a todo ser sintiente. encontramos en tal practica un entrenamiento para desarrollar el altruismo. Se practica a menudo con visualizaciones y en coordinación con la respiración. El Dalai Lama ofrece una traducción de los Ocho Versos en su libro El Camino A Tranquilidad: Meditaciones Diarias.

## Historia
La meditación de Tonglen se resume en siete puntos, que se atribuyen al gran maestro budista indio Atiśa Dipankara Shrijnana; fueron escritos por primera vez por el maestro kadampa Langri Tangpa (1054-1123). La meditación se hizo más conocida por el maestro Gueshe Chekawa que resumió los siete puntos en sus "El adiestramiento de la mente en siete puntos".

## Propósito
Con Tonglen nos entrenamos para abrirnos a aquello que nos asusta tanto, que llega a paralizarnos, de modo que al utilizar esto nos beneficiamos nosotros mismos y podemos ayudar a otros. Como puntos más importantes se podría decir que la práctica es para:
- Reducir el apego[6] egoísta
- Aumentar el sentido de renuncia[2]
- Purificar el karma dando y ayudando[2]
- Desarrollar y expandir el amor-bondadoso y la Bodhicitta[2][6]

La práctica de Tonglen incluye todas las seis perfecciones, que también es la práctica de un Bodhisattva.
1. dar
2. ética
3. paciencia
4. esfuerzo alegre
5. concentración
6. sabiduría

Ahora, en la mayoría de los casos, esto no va a funcionar (no podremos eliminar el problema del otro), pero el punto principal es aumentar el coraje, la voluntad de asumir su problema y experimentarlo.
Y si pensamos en términos de "mi sufrimiento" y "tu sufrimiento", y no tiene nada que ver conmigo porque es un "yo" sólido y un "tú" sólido, no hay ninguna relación en absoluto, entonces, ¿cómo podemos enfrentarnos realmente? El sufrimiento de los demás. No puedes asumir el sufrimiento de los demás con tonglen si crees que realmente les pertenece a ellos y no a mí, y el sufrimiento de todos los demás se debe al karma, pero no es en términos de un "yo" sólido de cualquiera que haya construido este karma Por lo tanto, es muy importante, de lo contrario es muy, muy difícil sentirse realmente emocionalmente cómodo con estas prácticas y no sentirnos realmente asustados o sentirnos realmente artificiales.
La comprensión de la causa y el efecto kármico resulta ser muy importante como preparación, para poder responder: ¿De dónde viene este espectáculo de terror, y es posible limpiarlo realmente? ¿Es posible que otros lo limpien, lo purifiquen, etc.? También debe darse cuenta de que para ayudar a todos, no solo se debe pensar en términos de sus propias situaciones samsáricas difíciles, y que desea salir de todo eso por sí mismo. Así que cuanto más se trabaje con las desventajas del propio samsara, y se lo tome muy en serio encontrará la causa, ¿y por qué se toma en serio? es para poder aplicarlo y apreciar realmente los espectáculos de horror de otras personas, de modo que actúe como la causa. Y todo es para descubrir la compasión.
Tong-len es la práctica de "tomar y dar". Es una práctica muy valiente para generar bodichita. "Tong-wa" está dando sus méritos y felicidad a los demás; "Len-pa" es tomar el sufrimiento y el karma negativo de los demás sobre ti mismo, directamente en el pensamiento egoísta y destruirlo.

##### Bodhichitta[11]
La bodichita es una mente y un corazón, ambos se incluyen en una sola palabra, que está dirigida a la iluminación. No la iluminación en general, está dirigida a nuestra propia iluminación individual que queremos lograr en el futuro en base a todos los potenciales que tenemos ahora. Y la intención, lo que vamos a hacer una vez que hayamos conseguido eso, es beneficiar a todos en la medida de lo posible.
Hay dos métodos generales para desarrollar la bodichita. El que usualmente se practica con tonglen es esta práctica para lograr igualar e intercambiar el yo con los demás. Este tipo de ecuanimidad es la ecuanimidad en la que despejamos nuestras mentes y corazones de cualquier tipo de emoción perturbadora hacia diferentes seres. Entonces, lo que tratamos de hacer es eliminarnos de la atracción hacia algunos, el apego, la repulsión o el rechazo, la ira hacia los demás, y la tercera es la ingenuidad, lo que nos haría ignorar a otros.
Esto constituye la base no solo para el primer paso, que es librar nuestras mentes de estas emociones perturbadoras que nos impedirían realmente involucrarnos. Esto es desarrollar la base para que la emoción positiva haga algo.
Luego pasamos a pensar en las desventajas de cuidarnos a nosotros mismos. Esto es en términos de pensar en todas las fuentes de nuestros problemas y dificultades, como cuando estamos totalmente preocupados con nosotros mismos, como cuando estamos deprimidos y pensamos "yo pobre". O vamos a algún lugar y alguien nos prepara una comida o algo así, y no nos gusta particularmente, y por eso nos sentimos muy infelices.
El siguiente paso es pensar en los beneficios de cuidar a los demás y esta es la fuente de toda la felicidad. En otras palabras, cuando nos sentimos deprimidos, si podemos pensar en términos de los demás, o involucrarnos en ayudarlos realmente, alejamos nuestros pensamientos de nuestros problemas. Luego obtenemos lo que se llama la "resolución excepcional" o el "deseo extraordinario", que es la resolución de tratar de beneficiar no solo a las personas en nuestra vecindad inmediata, o las personas con las que estamos tratando de hacer esta práctica de tonglen.

## Práctica
descripción de la práctica

## Audio
- Chödrön, Pema. Medicina buena: Cómo para Girar Dolor a Compasión Con Tonglen Meditación. Los sonidos Ciertos, Inc, 2001. ISBN 1-56455-846-0.